# De noche
De Noche es el cuarto álbum de estudio de la cantante mexicana María José, lanzado en 2012.
Se grabó en España con temas compuestos por Ana Bárbara como "Vete", por Río Roma como "Tú ya sabes a mí" y "El amor manda", por Paty Cantú como "Prefiero ser su amante" y "Camaleón" con autoría de Juan Magán, entre otros.
Para la promoción de este álbum María José se embarca en una gira de promoción por México, Estados Unidos, Centroamérica y España.
El tema "El amor manda" fue el tema principal de la telenovela mexicana Porque el amor manda producida por Televisa en el 2012, alcanzando el top 10 en México. este tema se incluye en la edición bonus del álbum para México y la plataforma iTunes, también se incluye en la edición española del mismo álbum.

## Lista de canciones

### Estándar
1. «El brillo de la luna»  (María José / David Santisteban / Carlos Molina / Juan Sueiro) - 3:56
2. «Extraña»  (David Santisteban / Carlos Molina / Juan Sueiro) - 3:41
3. «Tú ya sabes a mí»  (José Luis Ortega / Raúl Ortega) - 3:41
4. «Tu silencio» (Con Juan Magán)  (María José / David Santisteban / Juan Magán) - 3:59
5. «Camaleón»  (Juan Magán / Patricia Cantú / Ángela Dávalos) - 4:00
6. «La cara oculta del amor»  (David Santisteban / Joaquín Paz) - 3:53
7. «Te vas a acordar de mí» (María Barracuda / Marcela De La Garza) - 3:33
8. «Prefiero ser su amante»  (Patricia Cantú / Ángela Dávalos) - 3:28
9. «Analgésico»  (Diego Ortega) - 3:25
10. «Hoy me declaro en libertad»  (Patricia Cantú / Marcela De La Garza / Ángela Dávalos) - 4:15
11. «Ahora o nunca»  (David Santisteban / Rafael Esparza) - 3:33
12. «Vete»  (Ana Bárbara / Gustavo Cuauhtémoc) - 4:31
13. «Se nos va la vida»  (Kany García) - 3:17

### Edición Bonus México y iTunes
14. «El amor manda»  (José Luis Ortega) - 3:51

### Edición España
15. «Corazón encadenado»  (a dueto con David DeMaría)  (Camilo Blanes) - 3:28
16. «No soy una señora»  (Ivano Fossati) - 3:29

## Posiciones en la lista
| Listas (2012)             | Mejor posición |
| ------------------------- | -------------- |
| México Top 100 (AMPROFON) | 3              |

## Certificaciones
| País (organismo certificador) | Certificación | Unidades certificadas |
| ----------------------------- | ------------- | --------------------- |
| México (AMPROFON)             | Platino       | 60 000                |